# 1-я дивизия морской пехоты (США)
1-я дивизия морской пехоты (англ. 1st Marine Division) — тактическое соединение Корпуса морской пехоты США, расквартированное на военной базе Кэмп-Пендлтон (Калифорния).
1-я дмп входит в состав 1-го экспедиционного соединения морской пехоты.
Старейшая и самая крупная из дивизий постоянной боевой готовности КМП США. Общая численность дивизии насчитывает 23 тыс. военнослужащих. На сегодняшний день одно из трёх сухопутных соединений КМП США постоянной готовности. Является соединением быстрого реагирования в составе ВС США. Неофициальное название частей 1-й дмп — «Старая порода».

## Задачи
Дивизия является соединением сухопутных сил 1-го экспедиционного соединения морской пехоты, с задачами проведения крупномасштабных береговых десантов и ведения боевых действий за захват и удержание приморских и любых других видов сухопутных плацдармов. 1-я дмп имеет в своём составе достаточно сил и средств для самостоятельного оперативного манёвра с целью развёртывания передовым эшелоном в прибрежном районе и дальнейшего удержания приморского плацдарма до подхода или переброски основных соединений Армии США.

## История

### Формирование пехотных и артиллерийских частей дивизии
Первые части, позднее вошедшие на постоянной основе в состав 1-й дмп, начали своё формирование на территории КМП «Гуантанамо» (Куба), где в 1911 г. был сформирован 1-й полк МП. В 1914 г. в г. Веракрус (Мексика) дополнительно был сформирован 5-й полк МП, принимавший участие во многих крупных боях Первой мировой войны. 7-й полк МП был сформирован в составе 1-й дмп в 1917 г. в г. Филадельфия (Пенсильвания), в годы Первой мировой войны был переброшен на Кубу и расформирован по завершении боевых действий в Европе.
В 1918 г. первый полк полевой (лёгкой) артиллерии в составе КМП США (11-й артиллерийский полк) был сформирован на территории базы КМП «Квантико» (Вирджиния). Не успев пройти необходимую подготовку и не получив основного вооружения, 11-й артиллерийский полк был в качестве пехотной части переброшен на территорию Франции, кроме пехотных рот имея в своём составе лишь пулемётную роту и штабную роту охраны. После Первой мировой войны 11-й артиллерийский полк был расформирован, но в 1940 г. вновь введён в состав 1-й дмп и развернут в боеготовую часть полевой артиллерии.

### Вторая мировая война

#### Формирование первого соединения
1-я дмп была официально сформирована в виде сводного соединения в составе КМП в начале 1941 г. в з. Гуантанамо (Куба), на борту линкора ВМС США «Техас» приказом командира 1-й бригады КМП бригадного генерала Г. Смита. Штаб 1-й дмп был развёрнут на территории базы КМП «Нью-Ривер» (с 1944 г. база морской пехоты Кэмп-Лежен, Северная Каролина), где управление дивизии начало доформирование и слаживание штабных органов для ведения экспедиционных боевых действий.
Основной войсковой частью вновь сформированного соединения стал 1-й полк, в тот момент осуществлявший переброску своих подразделений с Западного побережья США (ВМС «Окленд») на территорию Новой Зеландии (база ВМС США «Веллингтон»). Кроме 1-го полка МП в состав 1-й дмп были дополнительно введены ещё два полка МП (5-й и 7-й) (расквартированные на различных о-вах Тихоокеанского ТВД). В качестве частей огневого усиления и обеспечения дивизии были приданы 11-й артиллерийский и 17-й сапёрный полки КМП США. В связи с ведением боевых действий в различных частях Тихоокеанского ТВД и продвижением ВС США в сторону Японии, состав частей 1-й дмп не был постоянным на всем протяжении войны. В том числе, с весны до осени 1942 г. дивизия в качестве экспедиционных сил выделяла из своего состава сводную бригаду МП (3-я брмп, включающая 7-й полк МП с подразделениями усиления), переброшенную на Самоа. Остававшиеся полки 3-й дмп были переброшены для доукомплектования на территорию Новой Зеландии и осенью — зимой 1942 г. принимали участие в десантных операции ВС США на Гуадалканале (где были вновь усилены 7-м полком с сентября 1942 г.).

#### Десантные операции 1942 г. в Папуа-Новой Гвинее и на Соломоновых островах
1-я дмп в десантной операции на о-ве Гуадалканал

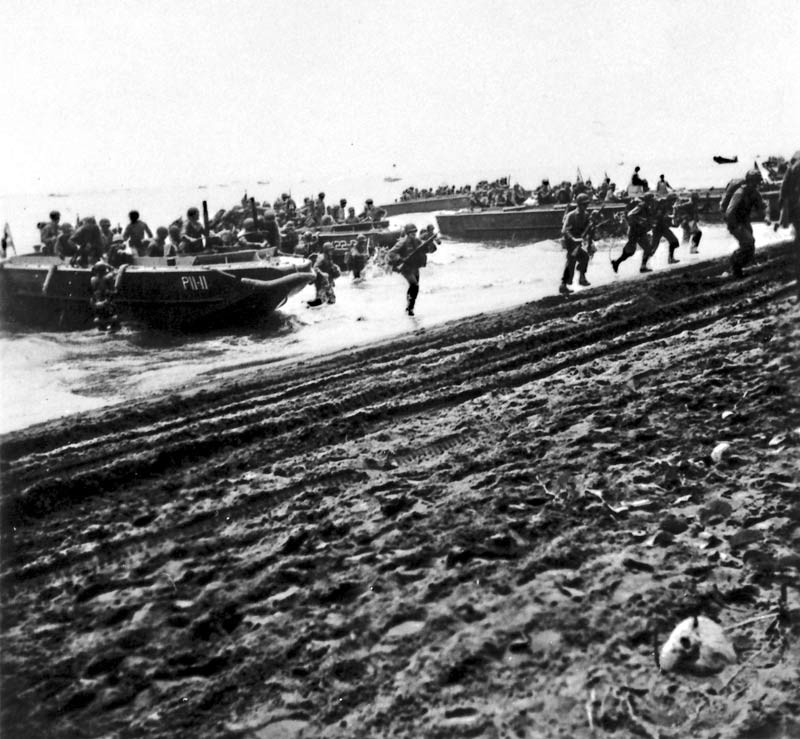
Дневная высадка подразделений 1-й дмп на берегу острова Гуадалканал (август 1942 г.)

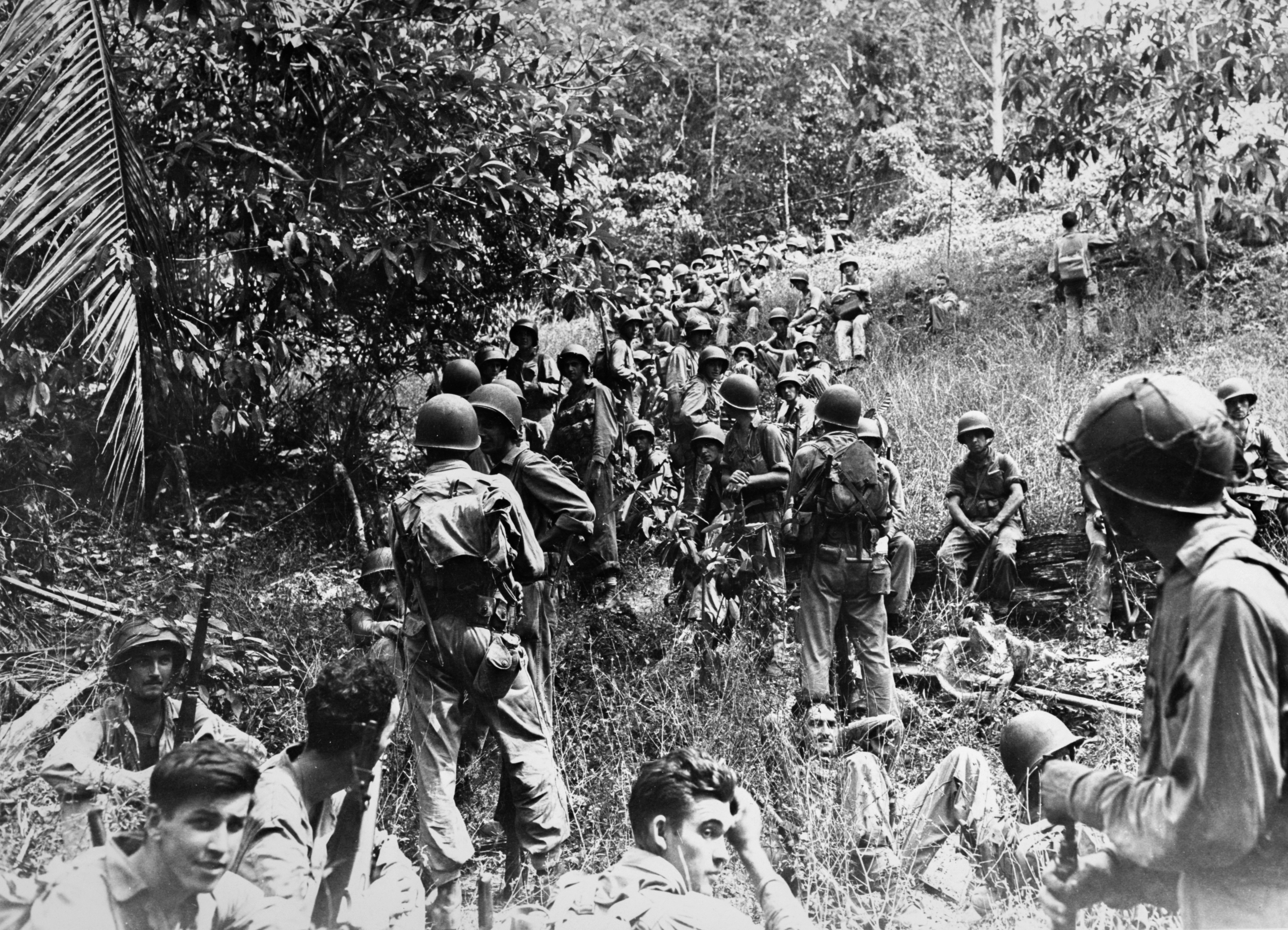
Бойцы подразделений 1-й дмп в джунглях на о-ве Гуадалканал (август 1942 г.)

В 1942 г. США и союзники выбрали архипелаг Соломоновых островов в качестве базовой точки для контрнаступления против японских сил в районе Папуа-Новой Гвинеи, откуда корабельные и десантные соединения ВМС Японии угрожали формирующимся силам англо-американцев в Австралии и французским территориям на Тихом океане.
В десантную группировку 1-й дмп, планируемую к переброске к архипелагу Соломоновых островов (о-ву Гуадалканал) были введены: 7-й полк МП (перебрасываемый с о-ва Британское Самоа), 1-й и 5-й полки КМП (перебрасываемые из США в Н. Зеландию и после развёртывания — к архипелагу Фиджи и далее к Соломоновым о-вам), 1-й батальон специального назначения КМП), дислоцированный на Новой Каледонии и 3-й батальон береговой обороны КМП США, перебрасываемый с базы ВМС Пёрл-Харбор. В качестве средств усиления десантной группировке были придан 11-й и 10-й (лёгкие гаубичные) артполки КМП США. Предполагаемая точка сбора сил и средств десантной группировки предполагалась в районе архипелага Фиджи.
В период подготовки и погрузки на корабли в Новой Зеландии части КМП США столкнулись с определёнными проблемами: в связи с весовыми и размерными ограничениями трюмов группировка была вынуждена отказаться от одновременной погрузки автомобильных средств (2,5-т грузовики), тяжёлого вооружения (штатных 155-мм гаубиц М114) и средств (станций) артиллерийской разведки. Погрузку частей 1-й дмп сильно осложнила забастовка докеров в порту Веллингтона. Общее число кораблей десантной группировки доходило до 90 ед. с 16 тысячами военнослужащих на борту На борту кораблей группировки также находился 1-й парашютно-десантный батальон КМП. За месяц до высадки части и подразделения дивизии прибыли в район архипелага Фиджи, где были проведены учения по морскому десантированию на побережье о-ва Коро. Предварительные результаты учений вызвали серьёзную озабоченность у командующего генерала-майора (А. Вандегрифта) относительно готовности войск к предстоящей операции.
С августа 1942 г. десантная группировка КМП США в районе архипелага Фиджи была передана в подчинение командующего 61-й оперативной группировкой ВМС США вице-адмирала Ф. Флетчера. Высадка на о-ве Гуадалканал и удержание плацдарма силами 1-й дмп продолжалась до первых чисел декабря 1942 г. когда на остров были переброшены части 23-й пехотной дивизии, сформированной летом того же года на о-вах французской Новой Каледонии.
В десантной операции на о-ве Гуадалканал 1-й дмп потеряла 650 военнослужащих убитыми, 1300 ранеными и до 9 тыс. военнослужащих выбыли за это время из строя от тропических болезней. За эту десантную операцию 1-й дмп была отмечена личным президентским приказом по КМП
В десантной операции на Папуа-Новой Гвинее, В десантной операции на мысе Глостер
После окончания боевых действий ВС США в районе острова Гуадалканал в конце 1942 г. понесшие потери части 1-й дмп были выведены на доукомплектование на территорию Австралии с подчинением 6-й армии США. После годичного пребывания в резерве на территории Австралии в декабре 1943 г. части и подразделения 1-й дмп были переброшены по морю на территорию Папуа-Новой Гвинеи для проведения десантных операций на о-вах архипелага Бисмарка и побережье о-ва Н. Британия. Второй десантной операцией дивизии стала высадка на остров Новая Британия. В ходе боев, дивизия потеряла 310 убитыми и 1083 раненными.

#### Десантные операции 1944 г. на Филиппинах иКаролинских островах
В десантной операции на о-ве Палау (Пелелиу)
После завершения боевых действий в Папуа — Новой Гвинее весной 1944 г. части 1-й дмп были выведены на доукомплектование на Соломоновы о‐ва (o-в Павуву). Летом 1944 г. ВС США и союзников начали подготовку к морской десантной операции на Марианских о-вах и в первую очередь на о-ве Палау (в то время о-в Пелелиу). Высадка на о-ве Палау (Пелелиу) планировалась с привлечением основных сил 3-го амфибийного соединения США. Подход десантной группировки и десантирование передового эшелона 1-й дмп на побережье о-ва Палау были произведены в середине сентября 1944 г.
Оборону острова держали части 14-й дивизии Имперских сухопутных войск (第14師団, Дай-дзюён-сидан) в составе: 2-го пехотного полка, 2-го батальона 15-го пехотного полка, танкового батальона 14-й дивизии (第14師団戦車隊, Дай-дзюён-сидан сэнся-тай). Все части 14-й дивизии СВ находились под командованием генерал-лейтенанта С. Иноуэ. Силы Сухопутных войск с полевых аэродромов на острове прикрывала Авиация Имперских ВМС Японии (отряд авиации ВМС Западных Каролинских островов) и береговые части 45-го полка охраны тыла ВМС.
Командир 1-й дмп генерал-майор Вильям Рупертус, по собственным словам, готовился к «крайне жесткому и крайне скоротечному» лобовому столкновению с основными силами 14-й дивизии Сухопутных войск Японии на острове, опираясь на свой опыт боев в ходе наступательной операции на атолле Тарава Однако в ходе продвижения сил 1-й дмп вглубь острова выяснилось, что командование и управление дивизии допустили серьёзные просчёты в расчёте и определении сил и средств противника, в особенности недооценив необходимость доразведки местности и вскрытия устроенных систем обороны и огня перед началом наступления. Тем не менее, за первую неделю боев взломав передовую оборону противника, подразделения 1-й дмп смогли с серьёзными потерями выйти на запланированные рубежи и одновременно нейтрализовать основные силы авиации ВМС на острове, заняв три основных полевых аэродрома.
С серьёзными потерями в личном составе и технике 1-й дмп продвигалась вглубь острова в течение месяца (до конца октября 1944 г.). После месяца крайне тяжёлых наступательных боёв потери убитымим и ранеными десантной группировки 1-й дмп составили более 4 тыс. военнослужащих. Самые тяжёлые потери в личном составе подразделения 1-й дмп понесли при штурме оборудованного укрепрайона 15-го пехотного полка в горах Умурброгал Общие потери подразделений и частей 1-й дмп США при прорыве обороны 14-й дивизии СВ Японии на о-ве Палау (Пелелиу) составили 6,5 тыс. чел. (до полутора тысяч военнослужащих убитыми и более 5 тыс. чел. ранеными), причем более 4 тыс. раненых и убитых пришлось на первый месяц боев.
Осенью 1944 г. 1-й дмп была передана в состав вновь сформированного 3-го амфибийного соединения (III Amphibious Corps). Части 1-й дмп в составе 3-го АСМП принимали участие в десантных операциях на британских Каролинских о-вах (о-в Палау). Здесь впервые сухопутным и авиационным частям и подразделениям КМП США пришлось столкнуться со смертниками-камикадзе.

#### Десантные операции 1945 г. на Окинаве и высадка на территорию Японии
После боев за Палау в октябре 1944 г. части 1-й дмп по ротации были вновь выведены на Соломоновы о‐ва и весной 1945 г. переброшены в район архипелага Рюкю. Здесь части и подразделения 1-й дмп приняли участие в десантной операции на Окинаву и вели боевые действиях на всем архипелаге до середины лета 1945 г.
После безоговорочной капитуляции Японии во Второй мировой войне части 1-й дмп США были переброшены в Северный Китай, где она вошли в состав оккупационных войск США и наблюдали за разоружением и интернированием подразделений и частей Квантунской армии в пров. Хэбэй. Летом 1947 г. части 1-й дмп были выведены с территории КНР в США с расквартированием основных сил дивизии на территории базы КМП США Кэмп-Пендлтон (Калифорния), где и по сей день дислоцированы основные подразделения и управление дивизии.

### Корейская война
После окончания Второй мировой войны, последовало послевоенное сокращение вооружённых сил. В результате, к 1950 году, состав 1-й дивизии морской пехоты по численности не превышал усиленную полковую боевую группу. По приказу генерала Макартура, «Старая Порода» была выбрана для проведения десантной высадки в Инчхоне 15 сентября 1950 года. В ходе десанта дивизия столкнулась с огромными проблемами. Развёртывание произошло так поспешно, что им пришлось действовать без своего 3-го пехотного полка. А ведь необходимо было производить десант в городе размером с Омаху (Небраска), да ещё и в условии худшего прилива, с которым они когда-либо сталкивались. Высадившись, они двинулись на север, и после упорных боев, смогли освободить Сеул.

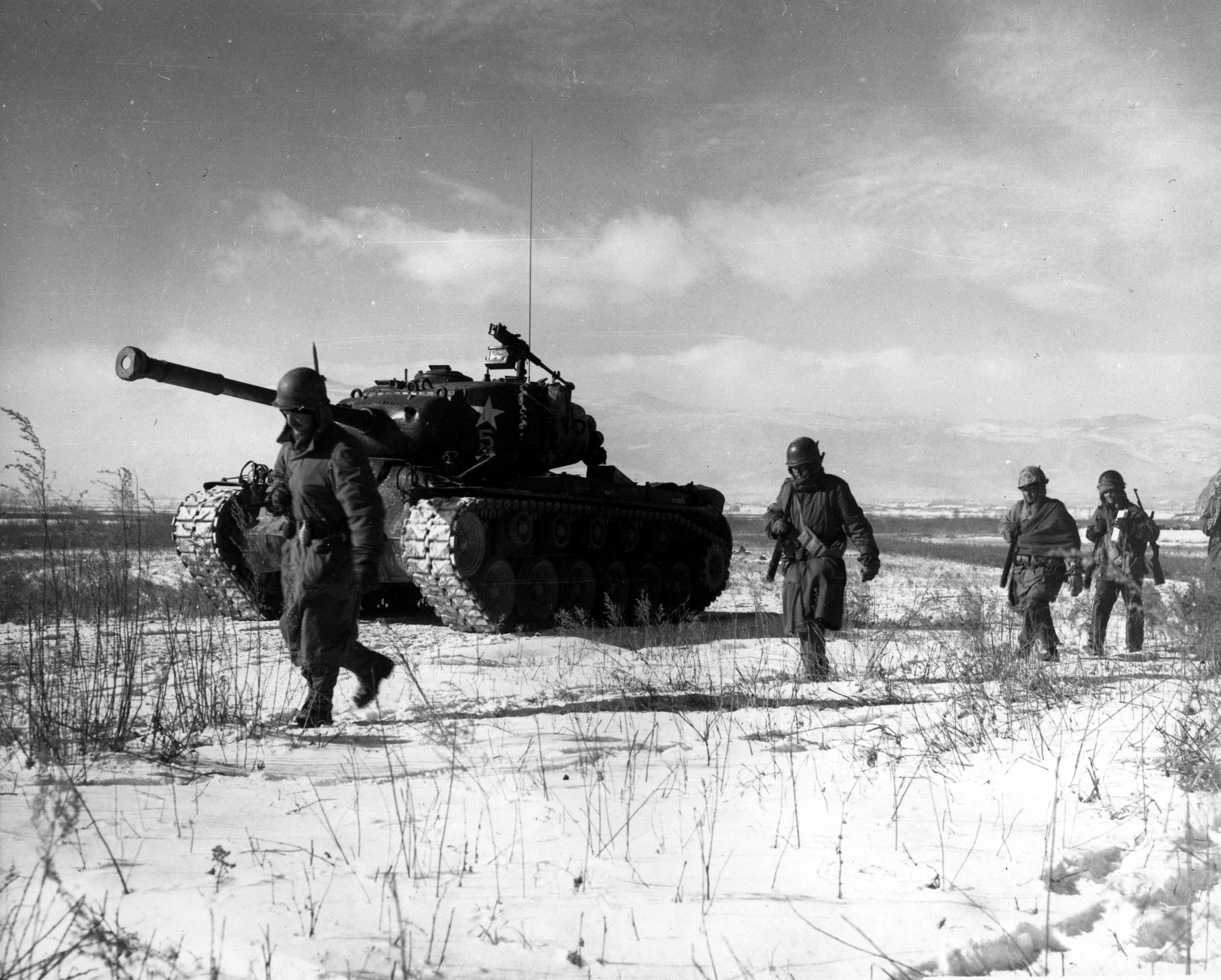
Бойцы подразделений 1-й дмп в боях за Чосинское водохранилище

После освобождения Сеула, дивизия был погружена обратно на корабли и перевезена в восточную часть Корейского полуострова для высадки на берегу в Вонсане. Как часть Х корпуса, которым командовал армейский генерал-майор Эдвард Элмонд, дивизии было приказано пробиваться на север к реке Ялуцзян как можно быстрее. Тогдашний командир дивизии, генерал Оливер Смит, не согласный со своим начальством, был убеждён, что позиции его дивизии были слишком сильно растянуты, и что китайские войска уже вступили в войну. Он намеренно замедлял своё продвижение и укреплялся попутно при каждом удобном случае. Уже 27 ноября 1950 1-я дивизия морской пехоты подверглась нападению десяти китайских пехотных дивизий. Однако американцы смогли пробить себе путь от Чосинского водохранилища в боях с семью коммунистическими китайскими дивизиями, потеряв при этом более 900 человек убитыми и пропавшими без вести, более 3500 ранеными и более 6500 небоевыми потерями, в основном от обморожений во время боя. Большая часть китайской 9-й армии стала небоеспособной, так как они потеряли примерно 37500 человек, пытаясь остановить марш морпехов из «Замороженного Чосина» (англ. Frozen Chosin).
В начале 1951 года дивизия участвовала в наступательных операциях в рядах ООН в Восточной и Центральной Корее. Потом они вынуждены были перейти к обороне во время китайского весеннего наступления, включавшего более 500 000 военнослужащих. К июню 1951 года 1-я дивизия морской пехоты двинулась на север и охраняла местность вокруг Панчбоула, а затем заняла 18-километровые оборонительные линии.
В середине марта 1952 года 8-я армия, к которой были прикреплены морские пехотинцы, начала операцию «Миксмастер». Данная операция являлась массированной передислокацией сил ООН, с целью разместить больше южнокорейских армейских подразделений на основную линию обороны. 1-я дивизия морской пехоты был переведена на дальний западный конец 35-километровой зоны линии обороны ООН, которая охватывала коридор от Пхеньяна к Сеулу. На протяжении большей части следующего года, действия вдоль этой линии, называемой «Аванпост войны» (англ. Outpost War), состояли главным образом из мелких и локальных стычек, поскольку большая часть боевых действий развернулась вокруг переходивших из рук в руки различных боевых форпостов вдоль ключевых частей местности. Ситуация изменилась в марте 1953 года, когда китайцы начали массированное наступление по всей линии ООН. Тяжёлые бои продолжались до перемирия, вступившего в силу 27 июля 1953 года. В ходе Корейской войны дивизия потеряла 4004 человек убитыми и 25864 ранеными.

### Война во Вьетнаме

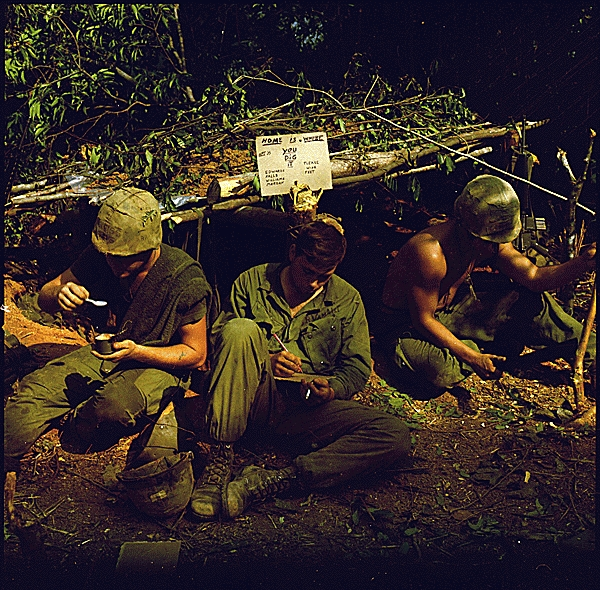
Бойцы 1-го батальона 7-го полка во Вьетнаме.

В августе 1965 года 7-й полк морской пехоты участвовал в «операции Старлайт», первом крупном сражении против Вьетконга американских сухопутных войск в Южном Вьетнаме. За этим последовала в сентябре операция «Пиранья». В декабре подразделения дивизии провели операцию «Урожайная луна».
В марте 1966 года штаб 1-й дивизии морской пехоты расположился в Чулае. К июню уже вся дивизия была в Южном Вьетнаме, её операционная зона — две южных провинции I корпуса — Куангтин и Куангнгай. В период с марта-октября 1966 года по май 1967 года дивизия провела 44 операции. Во время Тетского наступления 1968 года, участвовала в ожесточённых боях с подразделениями Вьетконга и Северной Вьетнамской армии, и сумела отразить все атаки неприятеля. За эти успешные действия дивизия получила свою 7-ю Благодарность Президента воинской части за период с 29 марта 1966 по 15 сентября 1967, и 8-ю за период с 16 сентября 1967 по 31 октября 1968. За первые два года во Вьетнаме дивизия уничтожила 18621 солдат северовьетнамской армии и Вьетконга, потеряв 2050 солдат и офицеров убитыми.
В 1971 году, после шести лет ожесточённых боёв, 1-я дивизия морской пехоты вернулась домой в Кэмп-Пендлтон. В 1975 году дивизия оказала помощь в эвакуации Сайгона, предоставив пищу и временный кров в Кэмп-Пендлтоне для вьетнамских беженцев, прибывших в США.

### Щит пустыни / Буря в пустыне
В 1990 году 1-я дивизия морской пехоты сформировала ядро сил, направленных на Ближний Восток в ответ на вторжение Ирака в Кувейт. Во время операции «Щит пустыни», дивизия помогала 1-му экспедиционному соединению защищать Саудовскую Аравия от угрозы со стороны Ирака. В 1991 году дивизия перешла в наступление с остальной частью коалиционных сил в операции «Буря в пустыне». За 100 часов наземной операции, 1-я дивизия морской пехоты помогла освободить Кувейт, и разгромить в ходе наступления иракскую армию.

### Гуманитарная помощь 1990-х годов
Сразу после войны в Персидском заливе, дивизию направили для оказания помощи в ликвидации последствий тайфуна в Бангладеш (операция «Морской Ангел») и извержения вулкана Пинатубо на Филиппинах (операция «Огненная Вахта»). В декабре 1992 года дивизия участвовала в операции «Возрождение надежды» с 15-м экспедиционным отрядом морской пехоты, который поддерживал 2-й батальон 9-го полка морской пехоты. Начав с раннего утра высадку десанта морской пехоты, они смогли успешно распространить более 15000 тонн продовольствия в 398 разных местах питания в городе в ходе операции, и принеся облегчение голодающим Сомали. Заключительный этап операции предусматривал переход мандата от американских миротворческих сил к миротворческим силам Организации Объединённых Наций по поддержанию мира. Участие американского морского пехотинца в операции «Возрождение надежды» официально завершилось 27 апреля 1993 года, когда сектор гуманитарной помощи Могадишо был передан пакистанским вооружённым силам.

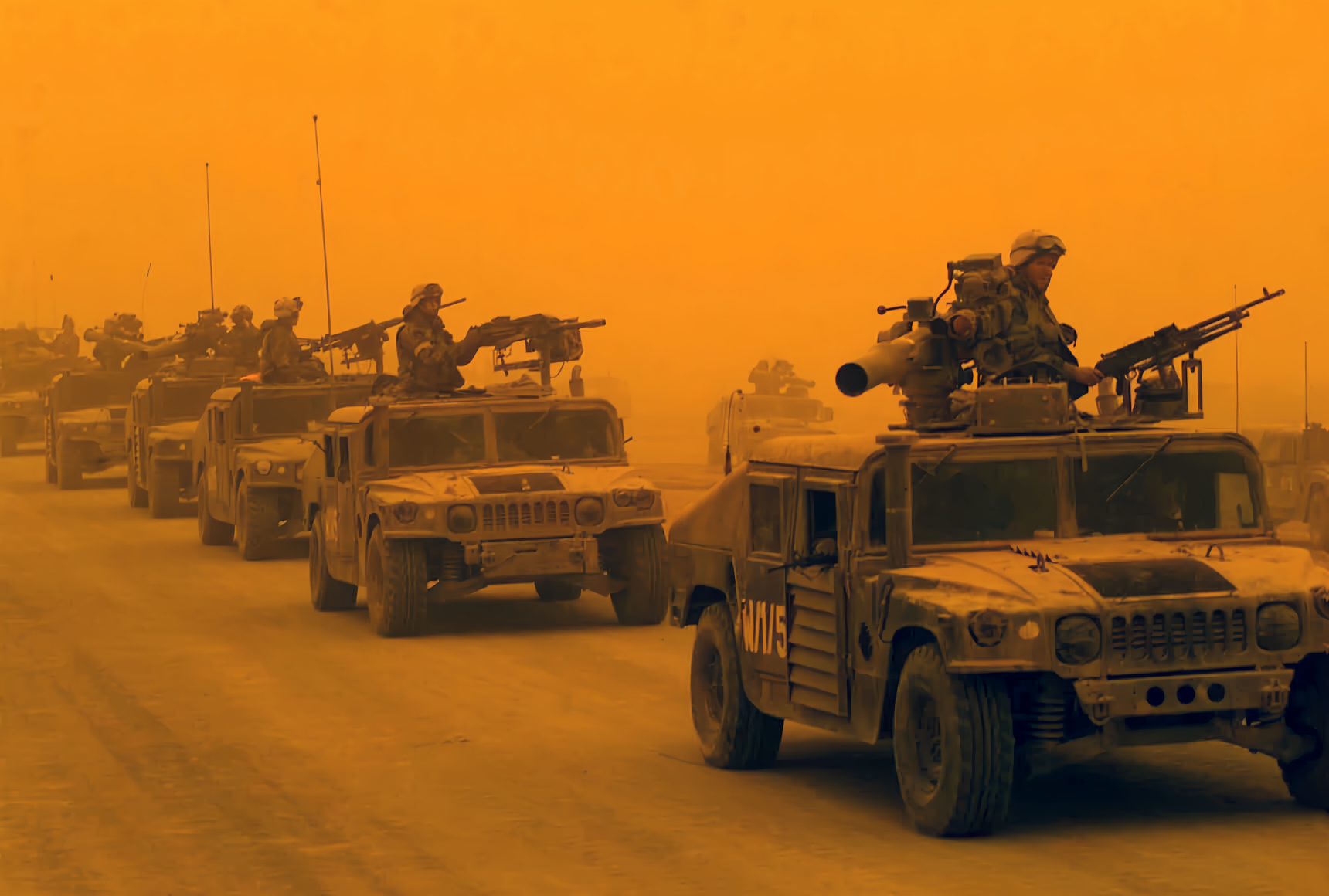
Автоколонна 1-го разведбатальона 1-й дивизии во время песчаной бури
(Иракская война, март 2003 года).

### Война в Ираке
1-я дивизия морской пехоты, под командованием генерал-майора Джеймса Мэттиса, была одной из двух крупных американских сухопутных войсковых формирований, участвовавших в 2003 году во вторжении в Ирак в качестве сухопутного компонента 1-го экспедиционного соединения морской пехоты. В декабре 2002 года, Мэттис заявил: «Президенту, Национальному командованию и американскому народу нужна скорость. Чем быстрее мы с ними покончим, тем лучше. Нашим основополагающим принципом будет скорость, скорость, скорость». К началу 2003 года штаб дивизии был развёрнут в Кувейте. Изначально дивизия сражалась у нефтяных месторождений Румайла совместно с 1-й бронетанковой дивизией Великобритании и 3-й пехотной дивизией США, направив удар в сторону Басры, затем они двинулись на север по 1-му Иракскому шоссе к Насирии, городу среднего размера, с преобладающим шиитским населением, и важным в стратегическом плане как крупная дорожная развязка и близостью к аэродрому Талил. Продолжив бои на пути в Багдад и дальше в сторону Тикрита, сформировала оперативную группу «Триполи» (англ. Task Force Tripoli) после падения Багдада. Дивизия преодолела 808 километров за 17 дней непрерывных боёв, что стало самой глубокой проникающей наземной операцией в истории Корпуса морской пехоты. После вторжения, с мая по октябрь 2003 года, дивизия проводила операции по поддержанию безопасности и по стабилизации обстановки в Багдаде, Тикрите, затем в юго-центральной части Ирака. За эту кампанию дивизии была присвоена 9-я Благодарность Президента.
Дивизия вернулась в Ирак через год в феврале — марте 2004 года, сменив 82-ю воздушно-десантную дивизию и взяла под контроль провинцию Аль-Анбар в западной части Ирака, в так называемом Суннитском треугольнике; она был ключевым подразделением в проведении операций «Бдительная решимость» и «Призрачная ярость» в 2004 году, обеспечившим проведение выборов на территории Ирака. В течение февраля и марта 2005 года, дивизия была заменена в Ираке 2-й дивизией морской пехоты, проведя крупнейшую перегруппировку сил в истории Корпуса морской пехоты. В 2006 году дивизия вновь была направлена в Ирак в составе I MEF в провинцию Аль-Анбар. Они вернулись на родную базу Кэмп-Пендлтон в начале 2007 года.

### Война в Афганистане
Батальоны из 1-й дивизии морской пехоты были развёрнуты в Афганистане на постоянной основе в 2008 году. Штаб дивизии в марте 2010 года принял на себя командование всеми силами морской пехоты в провинции Гильменд, действующих в поддержку операции «Несокрушимая Свобода». Дивизии являлась важным наземным боевым элементом многонациональной коалиции и совместно работала с национальными силами безопасности Афганистана. Они проводили крупномасштабные наступательные операции по всей провинции Гильменд, в том числе в районах Сангин и Муса-Кала.
В 2012 году силы 1-й дивизии морской пехоты были развёрнуты в Афганистане в качестве штаб-квартиры Тактической Группы Лизернек (англ. Task Force Leatherneck), наземного боевого элемента Регионального командования (юго-запад). В течение года дивизия ориентировалась в первую очередь на обучение и консультирование афганских сил безопасности. В течение весны и лета, коалиционные и афганские силы очистили большие территории от повстанческих сил в рамках операции «Челюсти».
В августе 2021 года подразделения дивизии приняли участие в трёх миссиях на территории Кабульского международного аэропорта: «Страж Свободы», «Решительная поддержка» и «Убежище для союзников». 30 августа 2021 года дивизия была эвакуирована на авиабазы в Персидском заливе.

## Организационная структура

### Современность

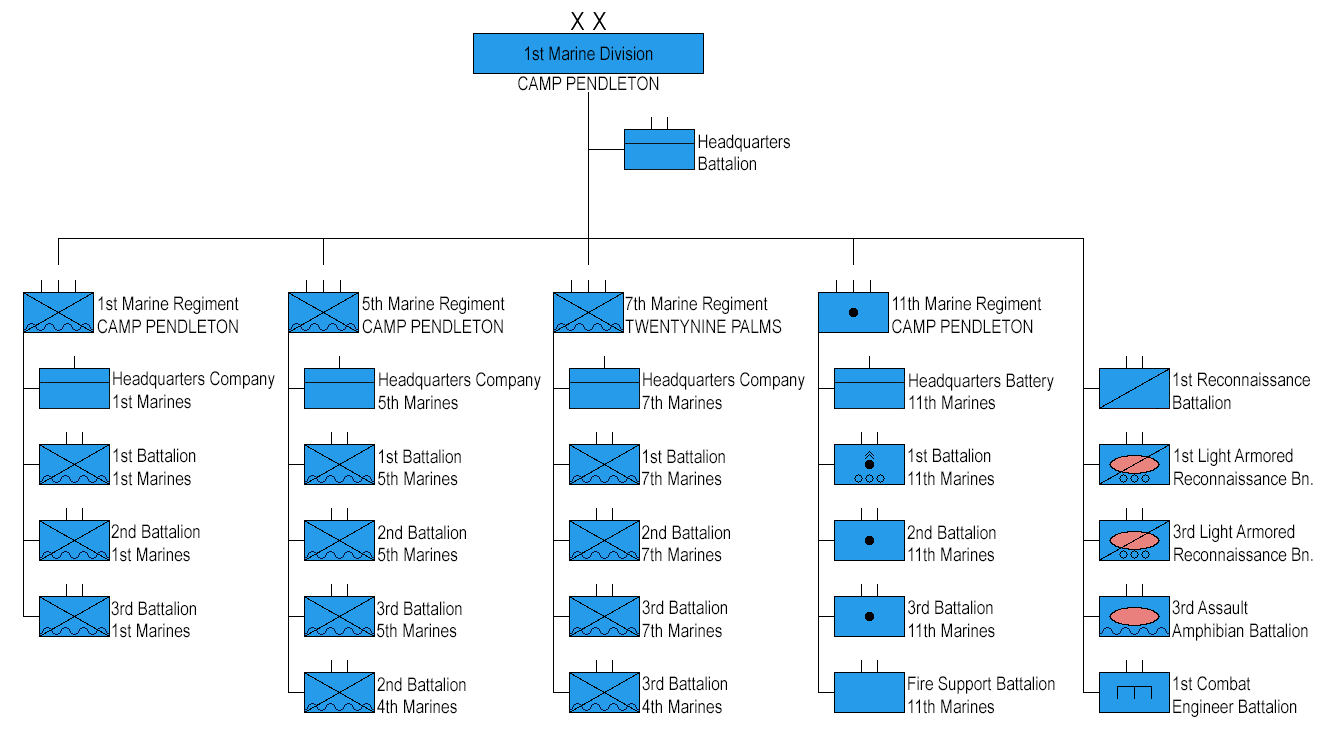
ОШС дивизии на 2025 год.

| Эмблема             | Формирование                                                                              | Функционирование                                         | Прозвище                                     |       |
| Полки               | Полки                                                                                     | Полки                                                    | Полки                                        | Полки |
| ------------------- | ----------------------------------------------------------------------------------------- | -------------------------------------------------------- | -------------------------------------------- | ----- |
|                     | 1-й полк морской пехоты 1st Marine Regiment                                               | 1913—16; 1917—22; 1922—24; 1925—31; 1941—49; 1950 — н.в. | «Инчхон» (Inchon)                            |       |
|                     | 5-й полк морской пехоты 5th Marine Regiment                                               | 1917 — н.в.                                              | «Сражающийся Пятый» (The Fighting Fifth)     |       |
|                     | 7-й полк морской пехоты 7th Marine Regiment                                               | 1917—19; 1933—34; 1941—47; 1950 — н.в.                   | «Великолепный Седьмой» (Magnificent Seventh) |       |
|                     | 11-й артиллерийский полк 11th Marine Regiment                                             | 1918—19; 1927; 1928—29; 1941 — н.в.                      | «Орудийные Кокеры» (The Cannon Cockers)      |       |
| Отдельные батальоны |                                                                                           |                                                          |                                              |       |
|                     | Штабной батальон Headquarters Battalion                                                   | 1941—н. в.                                               | «Знаменосцы» (Standard Bearers)              |       |
|                     | 1-й танковый батальон 1st Tank Battalion                                                  | 1941—2020                                                | «Первые Танки» (1st Tanks)                   |       |
|                     | 3-й амфибийно-штурмовой батальон 3rd Assault Amphibian Battalion                          | 1942 — н.в.                                              | «Третьи Гусеницы» (3rd Tracks)               |       |
|                     | 1-й разведывательный батальон 1st Reconnaissance Battalion                                | 1937 — н.в.                                              |                                              |       |
|                     | 1-й механизированный разведывательный батальон 1st Light Armored Reconnaissance Battalion | 1985 — н.в.                                              | «Горцы» (Highlanders)                        |       |
|                     | 3-й механизированный разведывательный батальон 3rd Light Armored Reconnaissance Battalion | 1983 — н.в.                                              | «Волчья Стая» (Wolfpack)                     |       |
|                     | 1-й инженерно-сапёрный батальон 1st Combat Engineer Battalion                             | 1941 — н.в.                                              | «Супер Порода» (The Super Breed)             |       |

## Оснащение полков
Каждый из трёх полков 1-й дивизии морской пехоты является моторизованным, четырёхбатальонного состава, и насчитывает до 5000 человек личного состава. Личный состав передвигается на бронеавтомобилях HMMWV. Один артиллерийский полк четырёхдивизионного состава (3 дивизиона 155-мм гаубиц M777 и 1 дивизион 227-мм РСЗО HIMARS). 1-й танковый батальон был оснащён танками M1A1 «Абрамс», пока не подвергся расформированию в 2021 году. Механизированные разведывательные батальоны передвигаются на колёсных БМП LAV-25. Разведывательный батальон — на бронеавтомобилях HMMWV. Амфибийно-штурмовой батальон — на плавающих машинах десанта AAV7.

## Список командиров дивизии во Вторую мировую войну
- генерал-майор Холланд Смит (1 февраля — 14 июня 1941)
- генерал-майор Филип Торри (14 июня 1941 — 23 марта 1942)
- генерал-майор Александер Вандегрифт (23 марта 1942 — 8 июля 1943)
- бригадный генерал (с 26 декабря 1943 — генерал-майор) Уильям Генри Рупертус (8 июля 1943 — 2 ноября 1944)
- генерал-майор Педро де Валле (2 ноября 1944 — 8 августа 1945)
- генерал-майор Дьюитт Пек (8 августа 1945 — 10 июня 1946)